# 花鸟字

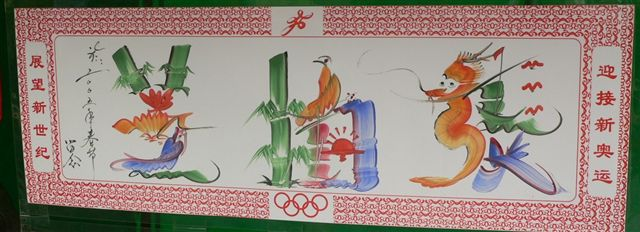
以张柏芝的名字创作的花鸟字

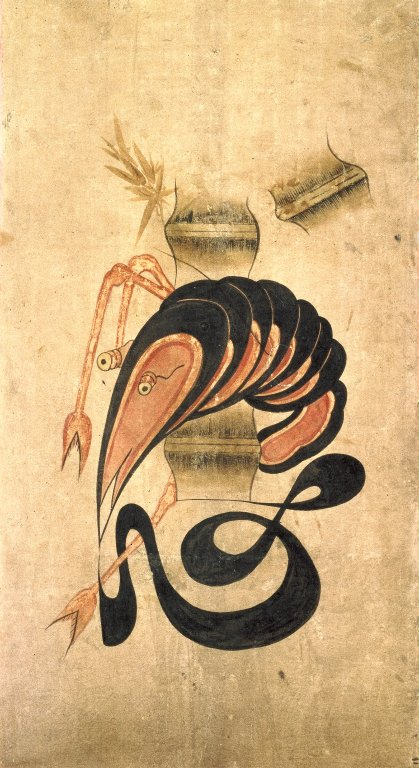
朝鮮文字圖「忠」字

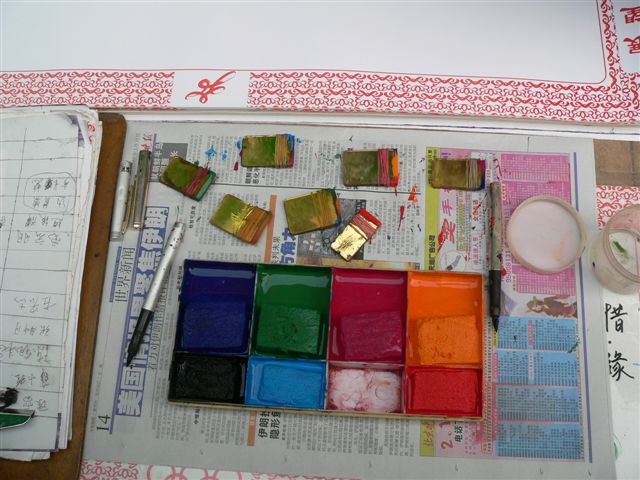
花鸟字创作工具

花鸟字，又稱龍鳳字，朝鮮半島稱為革筆畫（韓語：혁필화）或文字圖，日本稱為花文字，是用一些花卉和禽鸟的图案拼写成汉字，由飛白書演變而成，是一種字画结合的艺术形式，一种多彩花鸟虫鱼组合书法。

## 歷史
春秋战国有两种字體皆稱為鳥蟲書：一种是在汉字的边上（左右上下都有可能）额外加上鸟的纹饰；一种是将汉字笔画做多少有些夸张的曲折变形以达到类似虫的效果，但没有额外鸟饰，前者於後世稱為花鳥體。
現存最早的楷書花鳥字是唐代昇仙太子之碑上由武則天所書的花鳥字。而民間的花鳥字多於春节、庙会和一些节日集会中才可以看到。因此大多写的是一些吉祥话语，以祈求吉利。现在在庙会见到的鸟字画则以书写顾客的姓名为主，购买者的目的也由祈求吉祥逐渐转变为猎奇。花鸟字在英美等西方国家也成为一种街头艺术。